# Høvejen (Aalborg)
Høvejen  er en to sporet omfartsvej der går nord om Nørresundby ved Aalborg, Vejen er en del af primærrute 11 der går fra Tønder til Aalborg, og er med til at lede trafikken vest om Nørresundby Centrum, så byen ikke bliver belastet af så meget gennemkørende trafik.
Vejen forbinder Nordjyske Motorvej i øst med Thisted Landevej i vest, og har forbindelse til Gammel Høvej, Gammel Hvorupvej, Voerbjergvej og Hvorupgårdvej